# Dasiops lineellus
Dasiops lineellus är en tvåvingeart som beskrevs av Mcalpine 1964. Dasiops lineellus ingår i släktet Dasiops och familjen stjärtflugor. Inga underarter finns listade i Catalogue of Life.